# Тибериан Ватиканский
Тибериа́н Ватика́нский (лат. Tiberianus Baeticus; IV век) —  христианский писатель. Сведения о нём очень скудные. Тибериан, являясь христианином, был обвинён в том, что он разделяет ересь Присциллиана. Написал сочинение — оправдание, которое отличается напыщенностью языка и смешением литературных стилей. Сочинение не сохранилось. После смерти друзей, охваченный одиночеством изгнания, Тибериан не только вновь изменил свои взгляды, но и женился на монахине, деве, предназначенной Христу. 123 глава книги Иеронима Стридонского «О знаменитых мужах» посвящена Тибериану, в ней Иероним поступки Тибериана характеризует следующими словами Священного Писания: «Пес возвращается на блевотину свою» (Прит. 26:11), (2Пет. 2:22).